# Nomada nipponica
Nomada nipponica är en biart som beskrevs av Keizo Yasumatsu och Hirashima 1951. Nomada nipponica ingår i släktet gökbin, och familjen långtungebin. Inga underarter finns listade i Catalogue of Life.